# Ellendale (Oregon)
Ellendale (korábban O’Neils Mills, majd Nesmiths Mills) az Amerikai Egyesült Államok északnyugati részén, Oregon állam Polk megyéjében elhelyezkedő kísértetváros.
A posta 1850 és 1852 között működött.

## Története
James A. O’Neil 1844–45-ben a La Creole-patak közelében építette fel a megye első malmát. A helyszínt a vízenergia és a malomkövek alapanyagának elérhetősége, valamint a Siskiyou-ösvényhez való közelsége miatt választotta; a kaliforniai aranyláz ideje alatt sokan álltak itt meg lisztért. Az 1849-es áradásban a malom megsemmisült, ezután a területet James W. Nesmith és Henry Owen vásárolták meg, akik az újjáépített létesítményt 1856-ban eladták a Hudson & Companynek. Mivel a malom a térség hasonló létesítményei miatt feleslegessé vált, 1857 novemberében bezárták.
1863-ban a település Reuben P. Boise tulajdonába került; később a patak és a helység is felesége nevét viselte. 1860-ban itt nyílt meg Oregon egyik első textilgyára, amely 1870-ben leégett.
A fedett híd 1979-ben bekerült a történelmi helyek jegyzékébe, de 1987-ben összeomlott, így törölték a listáról.

## Fordítás
- Ez a szócikk részben vagy egészben  az   Ellendale, Oregon című angol Wikipédia-szócikk ezen változatának fordításán alapul.  Az eredeti cikk szerkesztőit annak laptörténete sorolja fel. Ez a jelzés csupán a megfogalmazás eredetét és a szerzői jogokat jelzi, nem szolgál a cikkben szereplő információk forrásmegjelöléseként.